# Flamme de la paix (Pays-Bas)
Ne doit pas être confondu avec Flamme de la paix.
La Flamme de la paix est un monument symbolique à La Haye, aux Pays-Bas. Elle est proche du palais de la Paix qui abrite la cour internationale de justice. Un monument portant ce nom existe aussi à Hiroshima au Japon.